# 永井真理子 POP SPIRITS!
永井真理子 POP SPIRITS!（ながいまりこ ポップスピリッツ）は、1990年10月13日から1992年10月2日まで、TBSラジオの制作で、JRN系列各局で放送していたラジオ番組。

## 概要
パーソナリティの永井真理子は、1990年9月までは『ポップン・ルージュ』（平日 23:10 - 24:00）の月曜パーソナリティとして出演していたが、同年10月からこの枠が新たにスタートした『岸谷五朗の東京RADIO CLUB』の枠となったために、永井の番組枠は企画・コーナーなどを引き継ぎながら当番組『POP SPIRITS!』として独立しスタートした。そして『POP SPIRITS!』となってからはJRN系列各局のネット局が付いた。
1991年4月より、『奥居香のポップン・ルージュ』（『岸谷五朗の東京RADIO CLUB』の内包番組として放送）が、奥居が『スーパーギャング』月曜パーソナリティに異動する形で終了し、当番組はその後継枠に移動することになり、週1回55分番組から月曜から金曜まで毎日15分の帯番組にリニューアルした。
スポンサーは、1991年10月から1992年3月まではカルビー、1992年4月から1992年10月まではJダイナー東海が付いていた。
番組中にコーナーも設けられていたが、フリートークやお便り紹介などに多く時間をとっていたこともあり、全体的にコーナーの数は少なかった。その日読まれたはがきやメッセージの中で、一番良かったものを送ったリスナーには番組特製Tシャツが贈られていた。

## コーナー
不毛な論争
- 『ポップン・ルージュ』月曜時代の1990年8月20日にスタート。「みかんの皮は上からむくか下からむくか」「名無しの権兵衛という言葉は、名前が無いのになぜ権兵衛という名前が付いているのか」「“あいつをギャフンと言わせてやる”のギャフンとは何なのか」等々、取るに足らないことやどうでも良いことをテーマにしてリスナーと真剣に議論。その結論についての判定は、多数決で決めたり、リスナーから寄せられた意見の中で最も面白いとされたものを基にしたりして決められた。なお、第1回目のテーマは「“汗水たらして働く”と“汗水流して働く”、どちらの言い方が正しいか」であった[5]。

シェイプラジオ
- 心を込めて全身を動かして運動すると、太らないということを信じて始めたコーナー。太っていて困っているなどと言った悩みのはがきを紹介して、「体と心は一体だ」という哲学を披露し、その都度適切なアドバイスを出していた[4]。

## 放送時間
- TBSラジオ（制作局）
  - 土曜日 21:30 - 22:25 （1990年10月 - 1991年3月）
  - 月 - 金 23:15 - 23:30 （1991年4月 - 1992年3月）[1][2]
  - 月 - 金 23:10 - 23:25（1992年4月 - 1992年10月）[3]

### ネット局
（出典：）
（「→」は、放送曜日・時間帯変更無し、網掛け枠は放送無し）
| 局名        | 1990年10月 - 1991年3月 （55分番組時代） | 1991年4月 - 1991年9月                                | 1991年10月 - 1992年3月                               | 1992年4月 - 1992年10月                               |
| 局名        | 1990年10月 - 1991年3月 （55分番組時代） | 15分帯番組時代（注記有るもの以外は全て月～金の放送） | 15分帯番組時代（注記有るもの以外は全て月～金の放送） | 15分帯番組時代（注記有るもの以外は全て月～金の放送） |
| ----------- | --------------------------------------- | ---------------------------------------------------- | ---------------------------------------------------- | ---------------------------------------------------- |
| 青森放送    | 日曜 21:00 - 21:55                      | 月 - 木 22:35 - 22:50                                | 月 - 木 22:15 - 22:30                                | 月 - 木 21:35 - 21:50                                |
| 秋田放送    | 日曜 21:00 - 21:55                      |                                                      | 19:40 - 19:55                                        |                                                      |
| 山形放送    |                                         |                                                      | 21:25 - 21:40                                        |                                                      |
| ラジオ福島  | 土曜 21:00 - 21:55                      |                                                      | 22:30 - 22:45                                        | →                                                    |
| 新潟放送    |                                         | 24:05 - 24:20                                        | →                                                    | →                                                    |
| 信越放送    |                                         | 22:45 - 23:00                                        |                                                      | 月 - 木 22:45 - 23:00                                |
| 山梨放送    | 日曜 21:00 - 21:55                      |                                                      |                                                      |                                                      |
| 北日本放送  |                                         | 23:15 - 23:30                                        | →                                                    |                                                      |
| 北陸放送    |                                         | 24:10 - 24:25                                        | →                                                    | →                                                    |
| 山陽放送    |                                         |                                                      | 23:45 - 24:00                                        |                                                      |
| 山陰放送    | 土曜 21:00 - 21:55                      |                                                      |                                                      |                                                      |
| 中国放送    |                                         | 24:00 - 24:15                                        |                                                      |                                                      |
| 南海放送    |                                         |                                                      | 23:35 - 23:50                                        | →                                                    |
| 高知放送    |                                         |                                                      |                                                      | 23:30 - 23:45                                        |
| RKB毎日放送 | 日曜 20:05 - 21:00                      |                                                      |                                                      |                                                      |
| 南日本放送  | 日曜 19:00 - 19:55                      |                                                      | 21:10 - 21:25                                        |                                                      |